# ساوت هنینگفیلد
ساوت هنینگفیلد (به انگلیسی: South Hanningfield) یک روستا و محله مدنی در بریتانیا است که در چلمزفورد واقع شده‌است. ساوت هنینگفیلد ۲٬۶۲۹ نفر جمعیت دارد.